# Веньер, Франческо

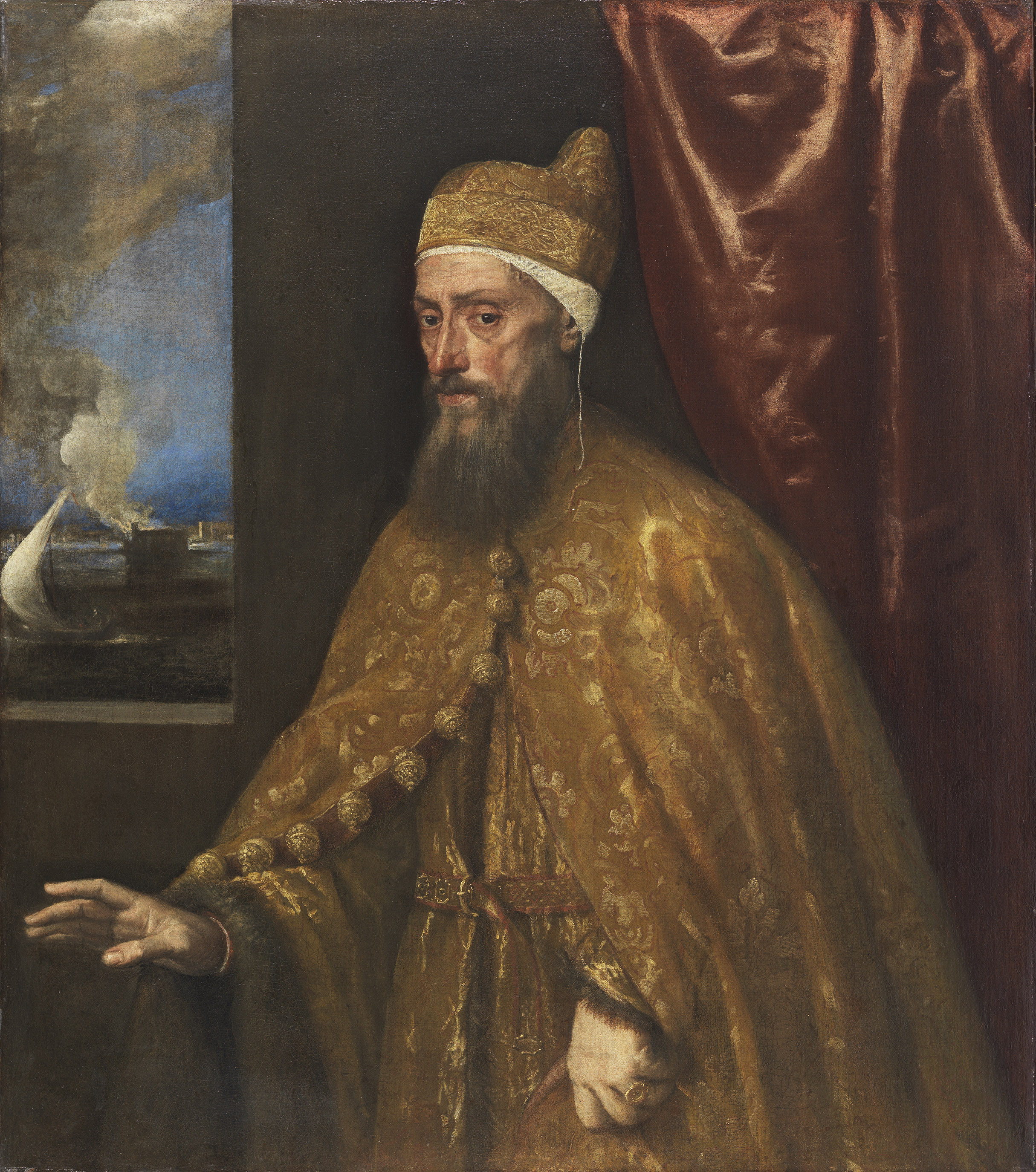
Портрет дожа Франческо Веньера работы Тициана.

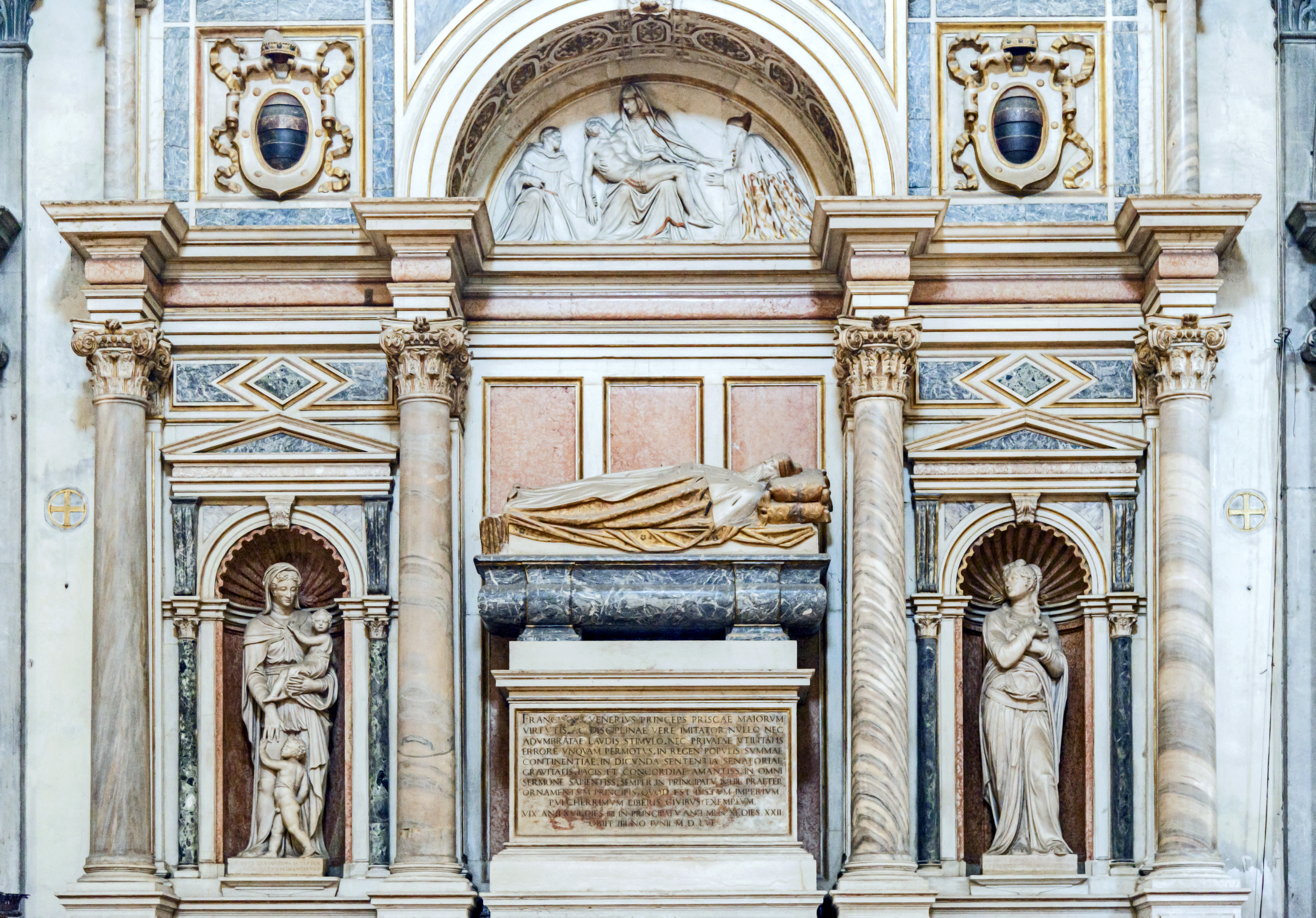
Гробница дожа в церкви Сан-Сальвадор.

Франческо Веньер (итал. Francesco Venier; 1489/1490 — 2 июня 1556) — 81-й венецианский дож.

## Биография
Веньер происходил из влиятельного венецианского семейства из которого помимо него вышли три дожа, а также восемнадцать прокураторов и военачальников.
Франческо был старшим сыном Джованни Веньера и Марии Лоредано, дочери Леонардо Лоредано. Служа Венецианской республике он возглавлял многие административные учреждения, был подеста в Падуе и Вероне.
Также Веньер был послом в Ватикане у папы Павла III. Его состояние было одним из крупнейших в Венеции того времени.

## Правление
11 июня 1554 года Франческо Веньер был избран дожем. В свои 65 лет он выгодно отличался от своих двоих предшественников, которых из-за старости надо было водить под обе руки.

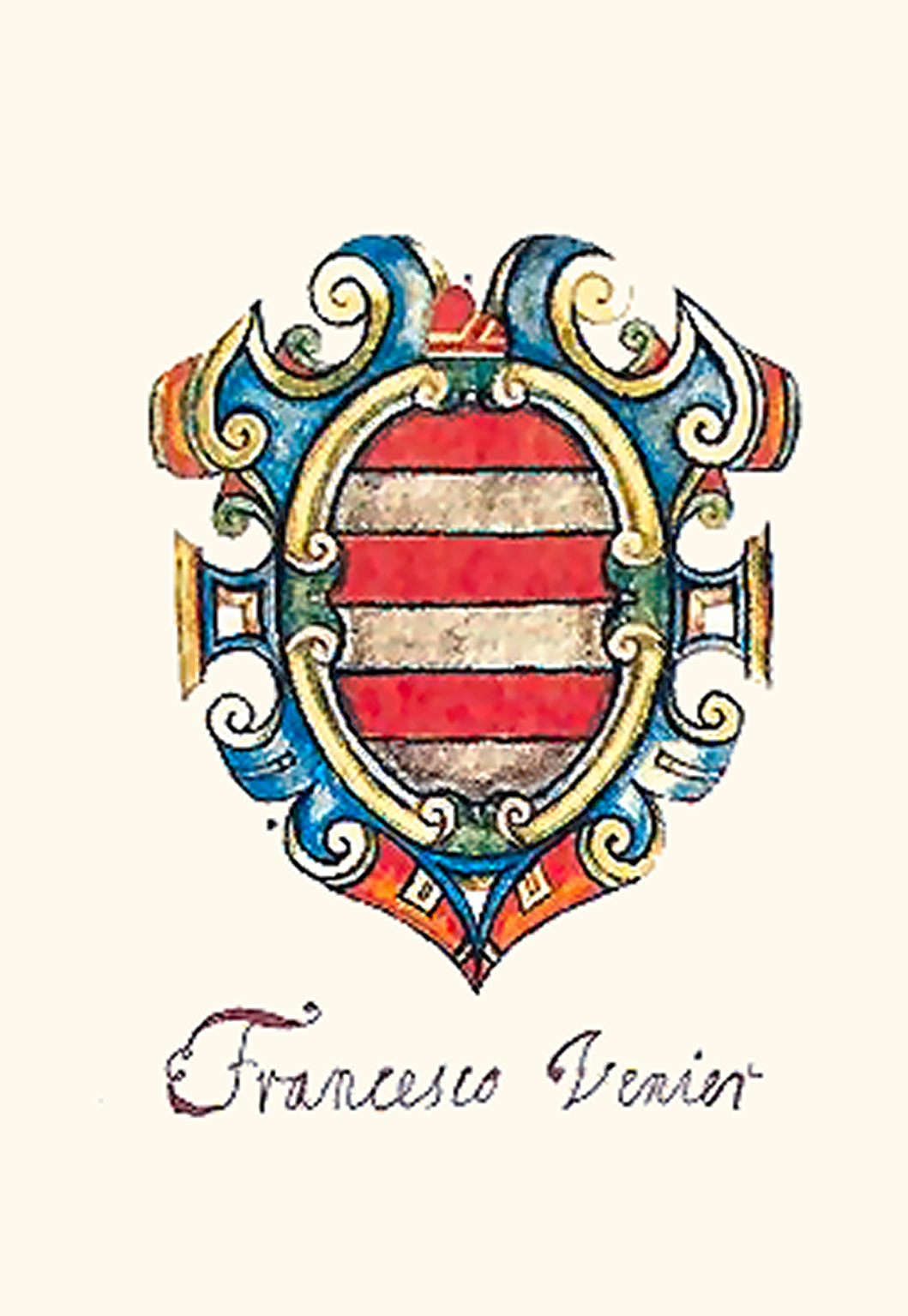
Герб дожа Франческо Веньера

На два небольших года правления дожа пришлось расширение Арсенала. После войны Камбрейской лиги венецианский Арсенал вырос по площади, захватив под свои нужды драгоценные островные земли. Были укреплены береговые защитные сооружения.
Хоть и не слишком старый, но уже больной, Веньер был не в состоянии внести сколь-нибудь значительный вклад в управление государством и предпочитал вместо государственных дел наслаждаться своими богатствами, выставляя роскошь напоказ. Современники с восторгом описывают пышный приём, оказанный дожем Боне Сфорца, королеве Польши. Такое поведение, да ещё во времена экономического кризиса, плохо воспринималось горожанами, которые вскоре возненавидели своего правителя. Два года правления Веньера ничем особенным не были отмечены в истории, разве что торжественными визитами зарубежных царственных особ да голодом, разразившимся в городе.
2 июня 1556 года Веньер умер, и население не особенно переживало из-за этого, потому что люди считали его ответственным за плохую экономическую ситуацию в стране. Он был похоронен в церкви Сан-Сальвадор. С 1557 по 1561 год цехом Сансовино было сделано надгробие из цветного мрамора в благодарность за многочисленные строительные подряды, которые он получал при правлении дожа.